# Зоопсихология
Зоопсихологията е клон на сравнителната психология. Напредъкът на психологическата наука зависи до голяма степен от използването на експериментални методи и поради това редица изследователи (например Иван Павлов) са принудени да работят върху животни. Този избор, който не е лишен от неудобства (да вземем само изкушението за екстраполиране от животното върху човека), предлага и много предимства. От една страна, имайки предвид, че продължителността на живота на повечето животни е по-малка от тази на човека, става възможно предприемането на дългосрочни изследвания. Например, експериментирайки върху двадесет поколения плъхове (при човека биха били необходими 600 години), бе възможно проучване влиянието на наследствеността върху способността за преминаване през лабиринт. От друга страна, при положение че условията на живот и физиологическото състояние при животните могат да бъдат контролирани по-добре, отколкото при човека, някои експерименти стават осъществими; например възможно е измерване на силата на влеченията (глад, жажда) чрез метода на лишаване, който трудно може да се приложи при човека. Зоопсихологията е област, в която се разработват нови методи чрез използването на най-модерни техники.